# 久保田晴寿
久保田 晴寿（くぼた せいじゅ、1923年（大正12年）6月26日 - 2004年（平成16年）8月31日）は、日本の薬学者。専門は薬品合成化学。

## 経歴
長野県上田市出身。旧制上田中学（長野県上田高等学校）を経て、1946年京都帝国大学医学部薬学科卒業。1947年母校助手。1951年徳島大学薬学部助教授、1957年教授、1972年薬学部長を経て、1988年に徳島大学学長に就任し1991年に学長を退任。退任後の1992年に大阪薬科大学学長に就任、1995年に同大学学長を退任。1997年、勲二等旭日重光章受章。
1953年、京都大学薬学博士。論文名は「アセチレンとアンモニアの縮合に関する研究」。
2004年に急性呼吸不全のため徳島県小松島市の病院で死去。

## 著書
- 『無機医薬品化学』（1984年10月、広川書店）
- 『無機医薬品化学 (第3版)』（桜井弘、1997年3月、広川書店）

## 論文
- 国立情報学研究所収録論文 国立情報学研究所